# SMOC2
SMOC2 (англ. SPARC related modular calcium binding 2) – білок, який кодується однойменним геном, розташованим у людей на короткому плечі 6-ї хромосоми. Довжина поліпептидного ланцюга білка становить 446 амінокислот, а молекулярна маса — 49 674.
| 10         |  | 20         |  | 30         |  | 40         |  | 50         |
| ---------- |  | ---------- |  | ---------- |  | ---------- |  | ---------- |
| MLLPQLCWLP |  | LLAGLLPPVP |  | AQKFSALTFL |  | RVDQDKDKDC |  | SLDCAGSPQK |
| PLCASDGRTF |  | LSRCEFQRAK |  | CKDPQLEIAY |  | RGNCKDVSRC |  | VAERKYTQEQ |
| ARKEFQQVFI |  | PECNDDGTYS |  | QVQCHSYTGY |  | CWCVTPNGRP |  | ISGTAVAHKT |
| PRCPGSVNEK |  | LPQREGTGKT |  | DDAAAPALET |  | QPQGDEEDIA |  | SRYPTLWTEQ |
| VKSRQNKTNK |  | NSVSSCDQEH |  | QSALEEAKQP |  | KNDNVVIPEC |  | AHGGLYKPVQ |
| CHPSTGYCWC |  | VLVDTGRPIP |  | GTSTRYEQPK |  | CDNTARAHPA |  | KARDLYKGRQ |
| LQGCPGAKKH |  | EFLTSVLDAL |  | STDMVHAASD |  | PSSSSGRLSE |  | PDPSHTLEER |
| VVHWYFKLLD |  | KNSSGDIGKK |  | EIKPFKRFLR |  | KKSKPKKCVK |  | KFVEYCDVNN |
| DKSISVQELM |  | GCLGVAKEDG |  | KADTKKRHTP |  | RGHAESTSNR |  | QPRKQG     |

A: Аланін

C: Цистеїн

D: Аспарагінова кислота

E: Глутамінова кислота

F: Фенілаланін

G: Гліцин

H: Гістидин

I: Ізолейцин

K: Лізин

L: Лейцин

M: Метіонін

N: Аспарагін

P: Пролін

Q: Глутамін

R: Аргінін

S: Серин

T: Треонін

V: Валін

W: Триптофан

Задіяний у такому біологічному процесі, як альтернативний сплайсинг. 
Білок має сайт для зв'язування з іонами металів, іоном кальцію. 
Локалізований у позаклітинному матриксі, базальній мембрані.
Також секретований назовні.